# Улица Бегичева (Москва)
Улица Бе́гичева — небольшая улица на севере Москвы в Алтуфьевском районе Северо-Восточного административного округа, от проезда Черского до Инженерной улицы. Названа в 1965 году в память о полярном путешественнике Никифоре Алексеевиче Бегичеве (1874—1927). Прежнее название — Полевая улица — было дано по полям села Бибирево.

## Расположение
Улица Бегичева проходит с юга на север, начинается недалеко от Путевого проезда (соединяясь с ним внутридворовым проездом), пересекает проезд Черского и заканчивается на Инженерной улице.

## Учреждения и организации
- Дом 9 — детский сад №708.